# Maesa decidua
Maesa decidua är en viveväxtart som beskrevs av Philipson. Maesa decidua ingår i släktet Maesa och familjen viveväxter. Inga underarter finns listade i Catalogue of Life.